# Japanse draak

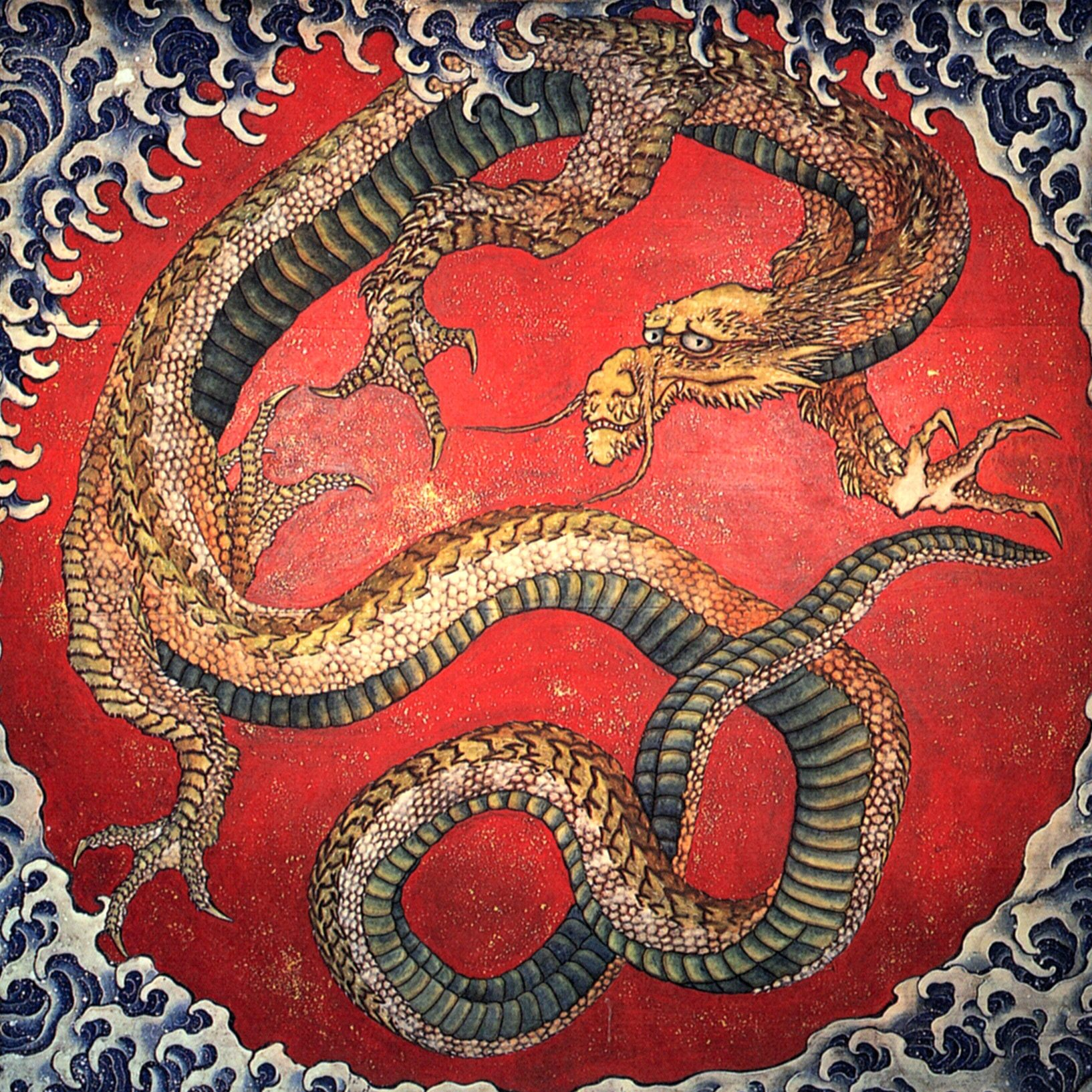
Japanse draak

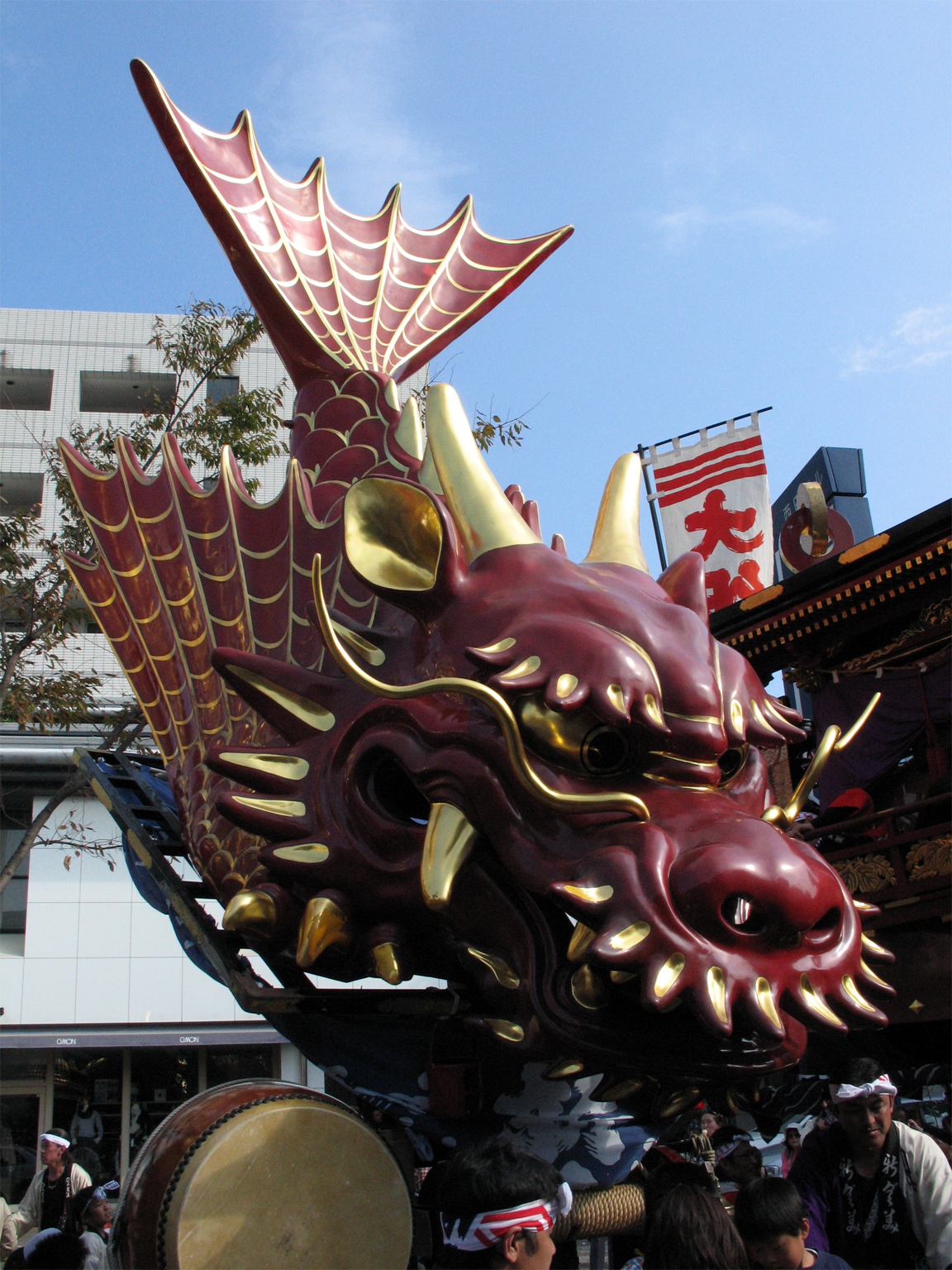
Japanse draak, gemaakt in 1846

De Japanse draak (龍, ryū) is een legendarisch wezen met psychische kenmerken en wordt in het algemeen vrijwel hetzelfde beschreven als de Chinese en Koreaanse draken.

## Andere draken
Japanse draken hebben niet altijd vleugels, net als Koreaanse en Chinese draken. Er zijn wel enige verschillen: een duidelijk verschil is, dat in tegenstelling tot de Koreaanse en Chinese draken, de Japanse draken drie tenen hebben in plaats van vier of vijf. Japanse draken zouden minder vliegen dan Europese draken. Ook wordt verteld dat Japanse draken wensen kunnen laten uitkomen.

## Betekenis
In de Japanse legenden speelt de draak een grote rol. Een van de beroemdste verhalen is dat over de voorouder van de Japanse keizers; de Keizerdraak (dit geldt ook voor China).
In sommige verhalen wordt beschreven dat de eerste keizer zelfs een staart als die van een vis zou hebben, als teken van de draak. Ook nu nog is de draak het symbool van de keizer, die op zijn beurt het symbool van de staat is.
Japan ligt in een van de actiefste vulkaangebieden ter wereld. Omdat men vroeger niet wist dat vulkanisme veroorzaakt werd door de botsing tussen de Euraziatische en Filipijnse platen kwam, wees men de draak als schuldige aan. Die zou diep in de aarde zijn schatten bewaken en zich eens in de zoveel tijd omdraaien, waardoor een aardbeving werd veroorzaakt. Hetzelfde geldt voor tyfoons en tsunami's.

Japanse draken
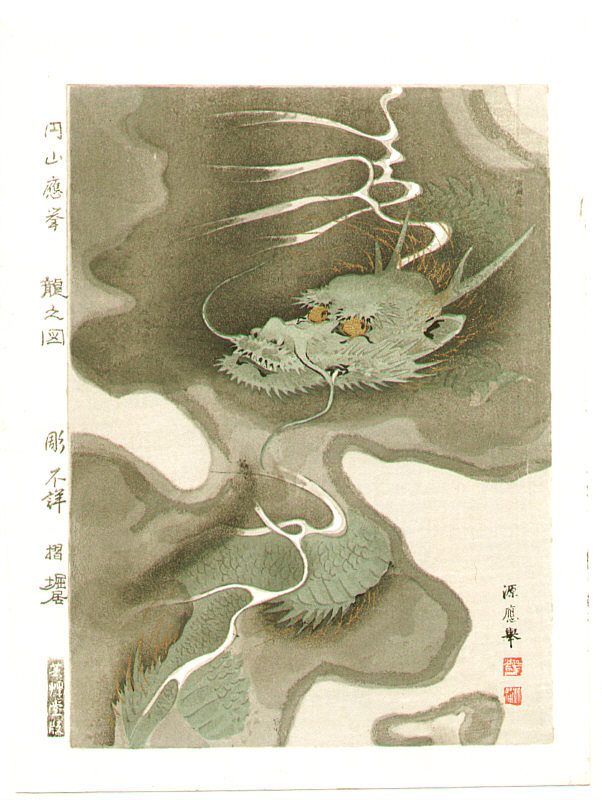
Japanse draak
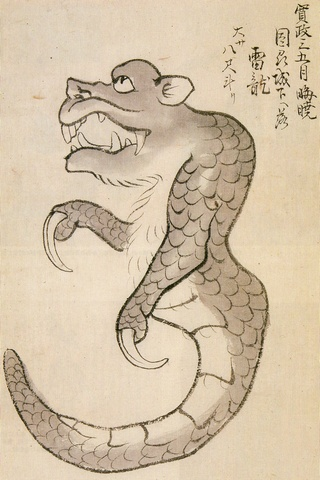
Een draak valt naar de aarde in een bliksemflits, ca. 1791
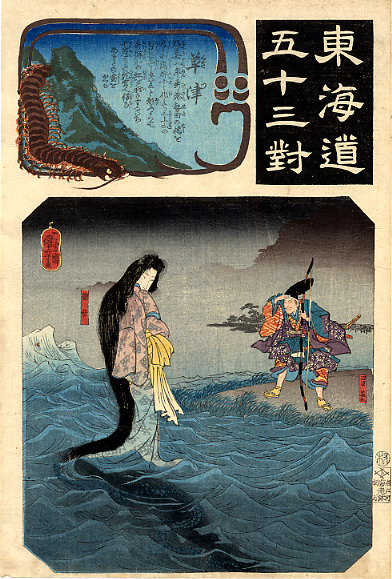
De drakenprinses
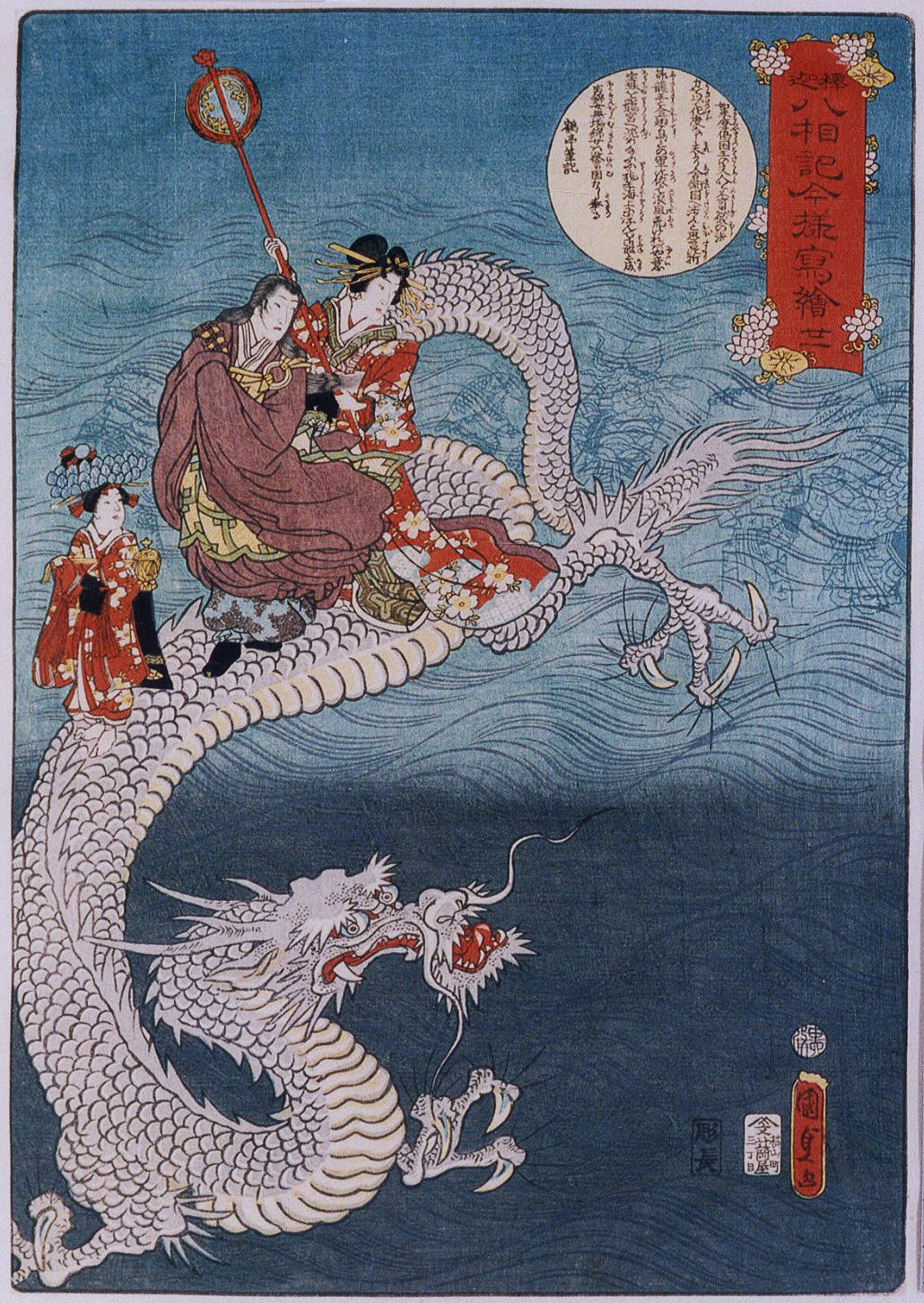
Boeddha rijdt op de rug van een enorme zee-draak, ca. 1860
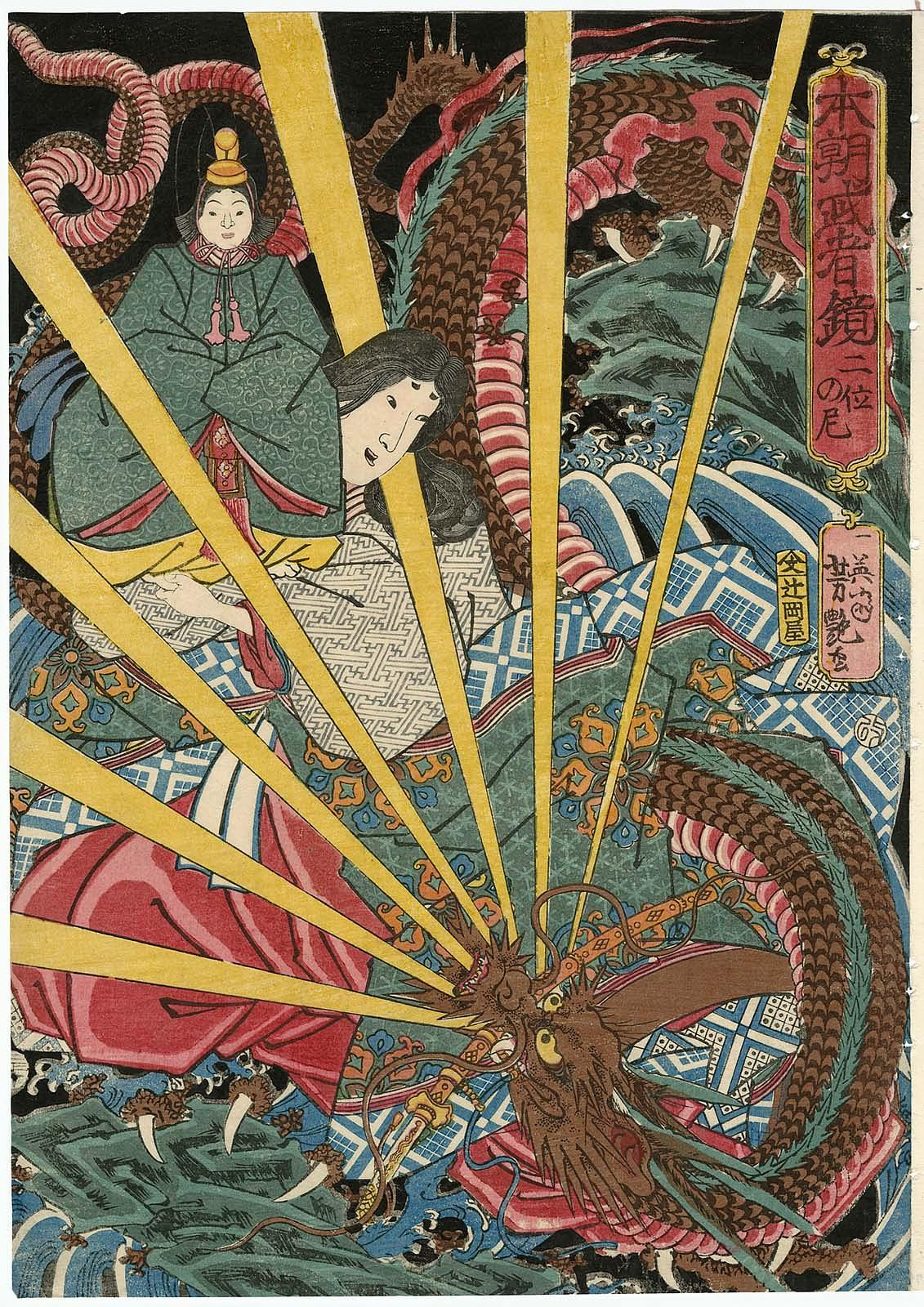
The Fiery Dragon, ca. 1860
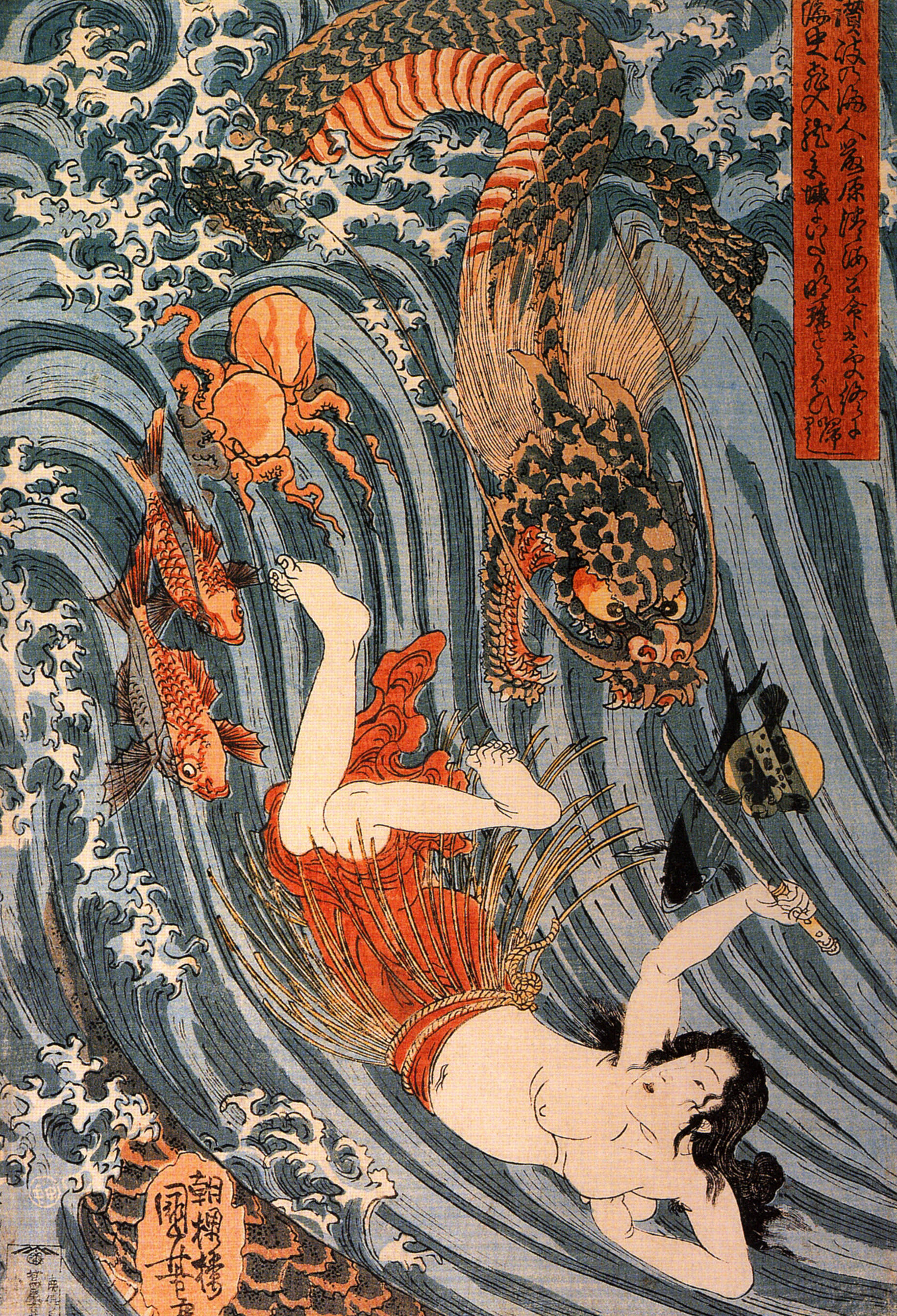
Tamatori wordt gevolgd door een draak en zeewezens
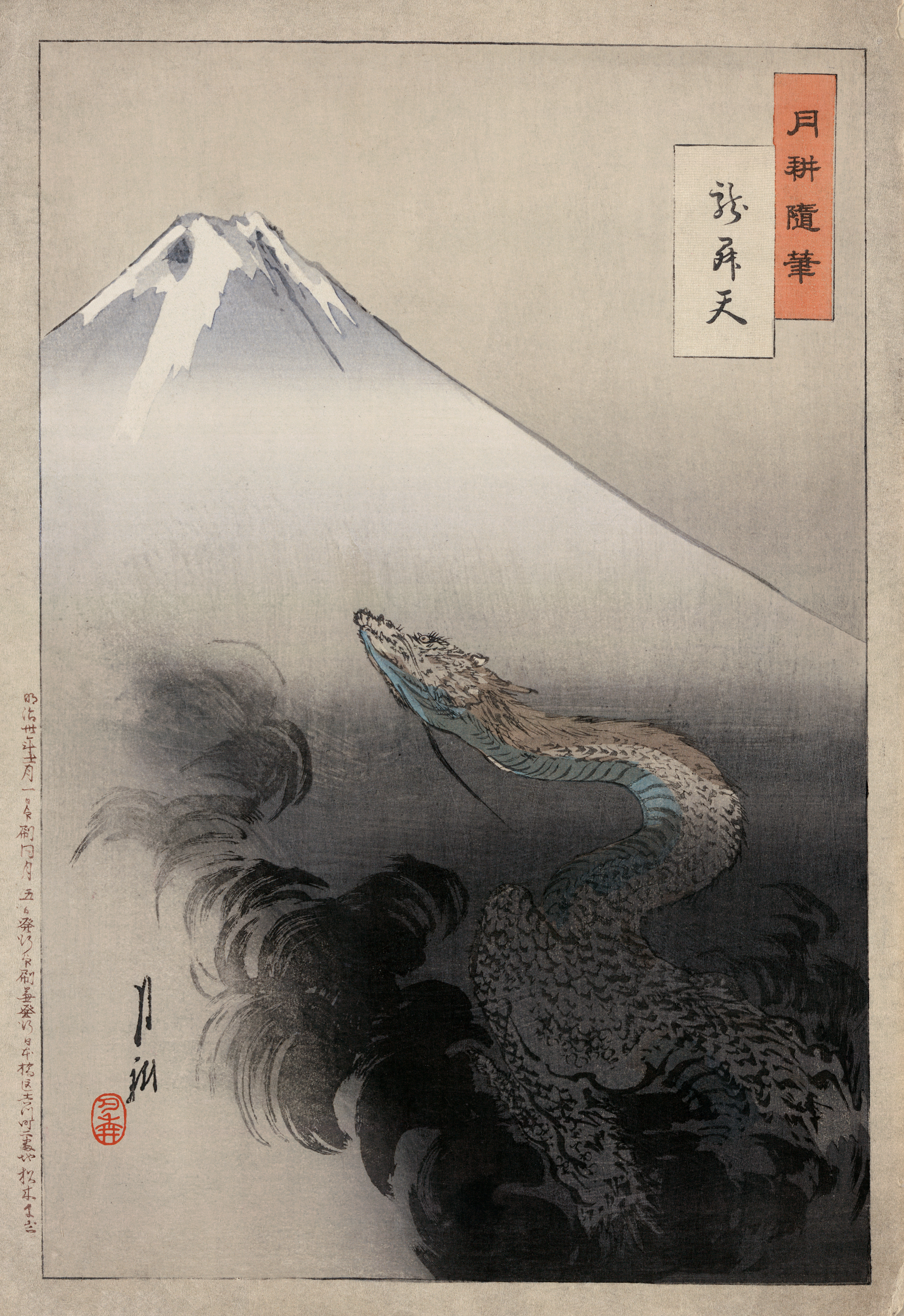
Een draak beklimt de Fuji (vulkaan)
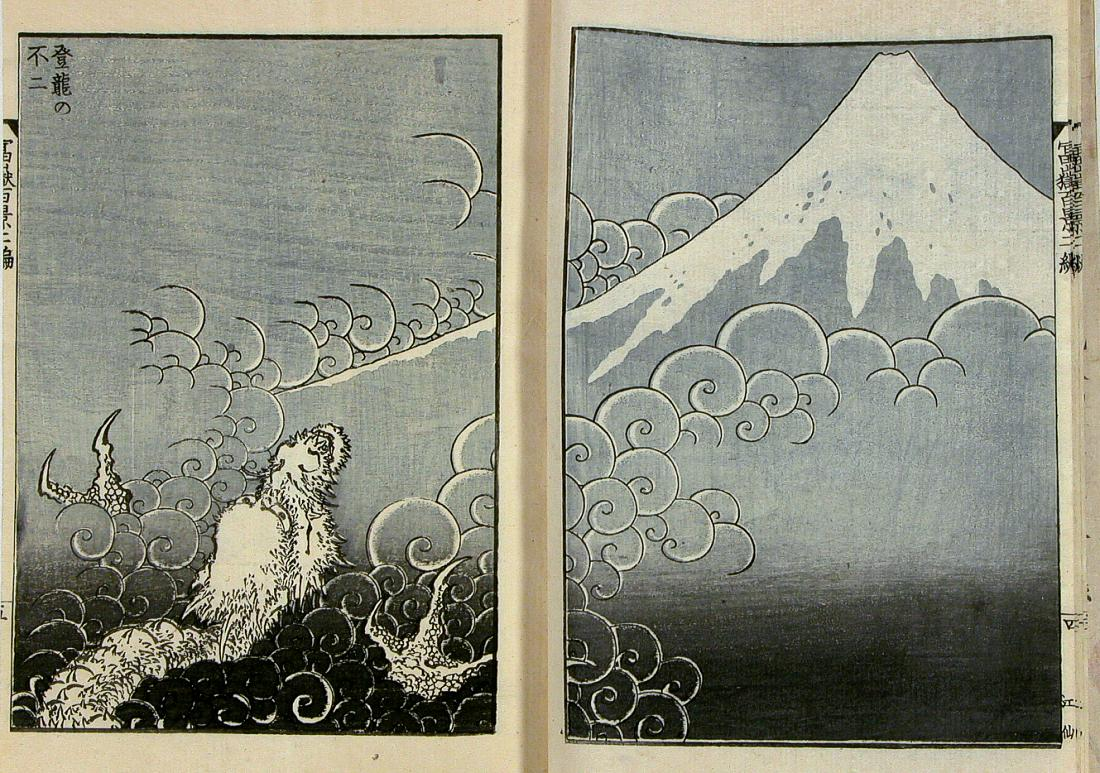
Een draak beklimt de Fuji (vulkaan)
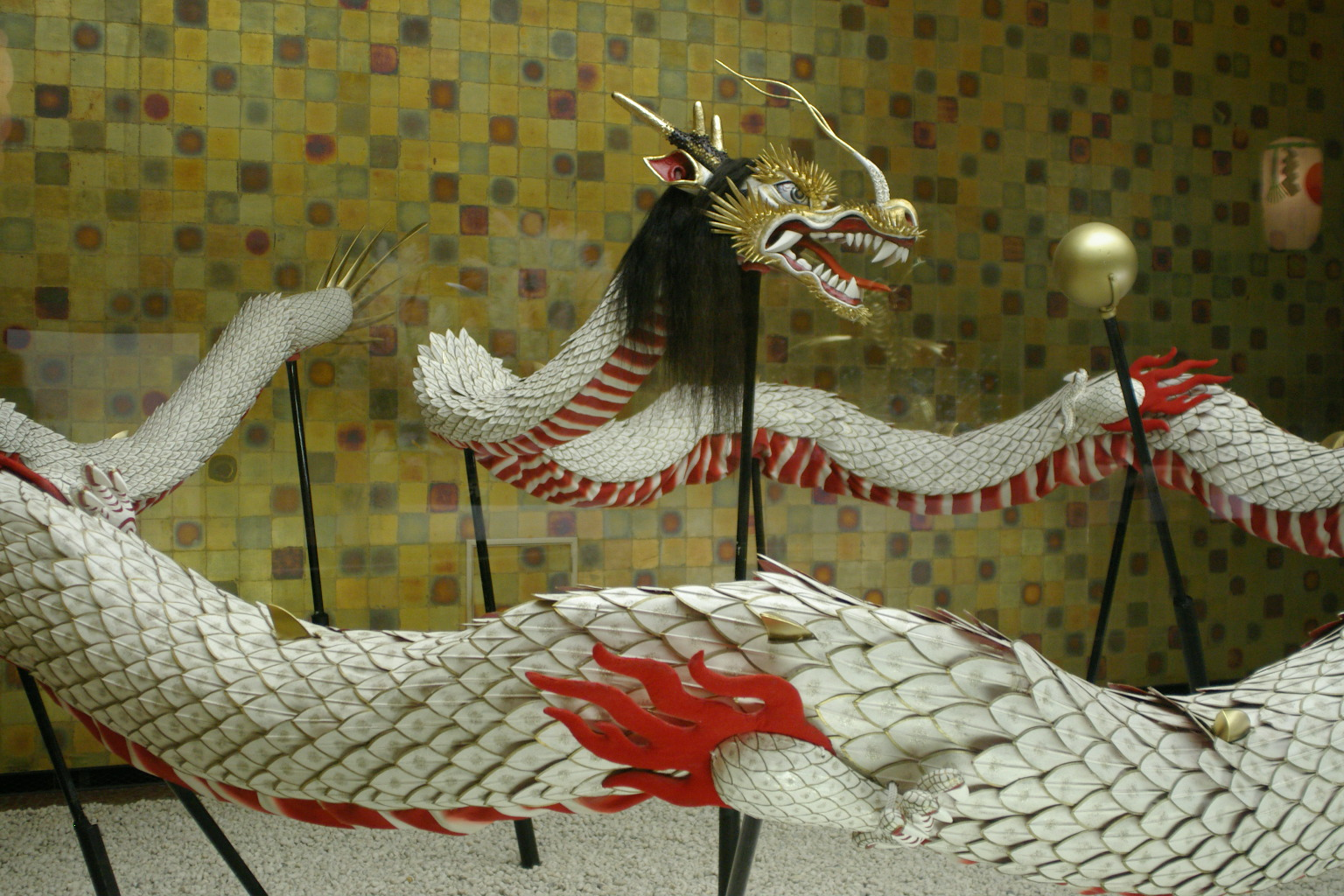
Draak van stof en de parel voor een festival in Nagasaki

## De draak en de vlammende parel
In het taoïsme is de draak een krachtig symbool. In 'Yin en Yang' zijn alle dingen zijn samengesteld uit een balans van hun tegenstellingen. Draken zijn symbolen van Yang die staan voor mannelijkheid, snelheid, agressie en ook overdag en zonneschijn. 
De draak is op jacht naar de mysterieuze 'vlammende parel'. De 'vlammende parel' kan de zon, de maan, de poolster of de donder symboliseren. De parel of het 'juweel' is de belichaming van qi, spirituele essentie of energie. De 'vlammende parel' staat bekend als een symbool van geluk, voorspoed, wijsheid en waarheid. 
De symboliek van de parel is belangrijk in zowel het taoïsme als het boeddhisme. De 'heilige parel' is het juweel in de lotus, een juweel dat alle wensen vervult. De draken jagen alleen of in paren naar de immer illusoire bol kunnen of de ene draak vecht om de spirituele energie van de ander te stelen. 